# Kim Dong-ho
Kim Dong-ho (김동호) est une personnalité coréenne du monde de la culture et du cinéma. Après avoir exercé diverses fonctions au sein du ministère de la culture et de l'information coréen, il a présidé de 1996 à 2010 le festival international du film de Pusan.

## Carrière
Kim Dong-ho est né le 6 août 1937 dans la province de Gangwon. Il termine des études de droit en 1961 à l'université nationale de Séoul et s'occupe des relations publiques et des échanges culturels au sein du ministère. En 1988 il devient président de la Korean Motions Pictures Promotion Corporation qui deviendra plus tard le KOFIC (Korean Film Council). En 1992 il aura le titre de vice-ministre de la culture. De 1993 à 1995,  il préside le comité de l'éthique pour la performance artistique (comité qui accorde les visas d'exploitations)
C'est en 1996 qu'il est fonde le festival de Pusan dont il assure la direction jusqu'en 2010. il en reste le président d'honneur, et il est professeur à l'université Dankook à Yongin. Il est aussi président de la fondation d'Art et de Culture de Kangwon.
Il a consacré sa carrière au cinéma asiatique et a contribué à ce que les échanges culturels internationaux soient mis en place entre les pays d'Asie et le reste du monde. Il est aussi cofondateur du NETPAC (network for the promotion of asian cinema)
Kim Dong-ho a présidé ou été membre du jury de nombreux festivals de films internationaux prestigieux tels que le festival de Cannes, celui de Rotterdam, de Hukuoka, Las Palmas, Seattle ou Zerkalo.
Après avoir été chevalier, il a été fait officier de l'ordre des Arts et Lettres en 2007 par le gouvernement français.
En 2011, au cours du 17e FICA de Vesoul, il reçoit un Cyclo d'or d'honneur pour son action en faveur du cinéma asiatique.